# کلیوو اودزر
کلیوو اودزر با نام اصلی شیلا لین اودزر، نویسندهٔ آمریکایی و پدیدآورندهٔ کتاب‌هایی دربارهٔ تن‌فروشی در تایلند، فرهنگ هیپی در شهر گوا و سکس سایبری می‌باشد.